# Godfried Maes

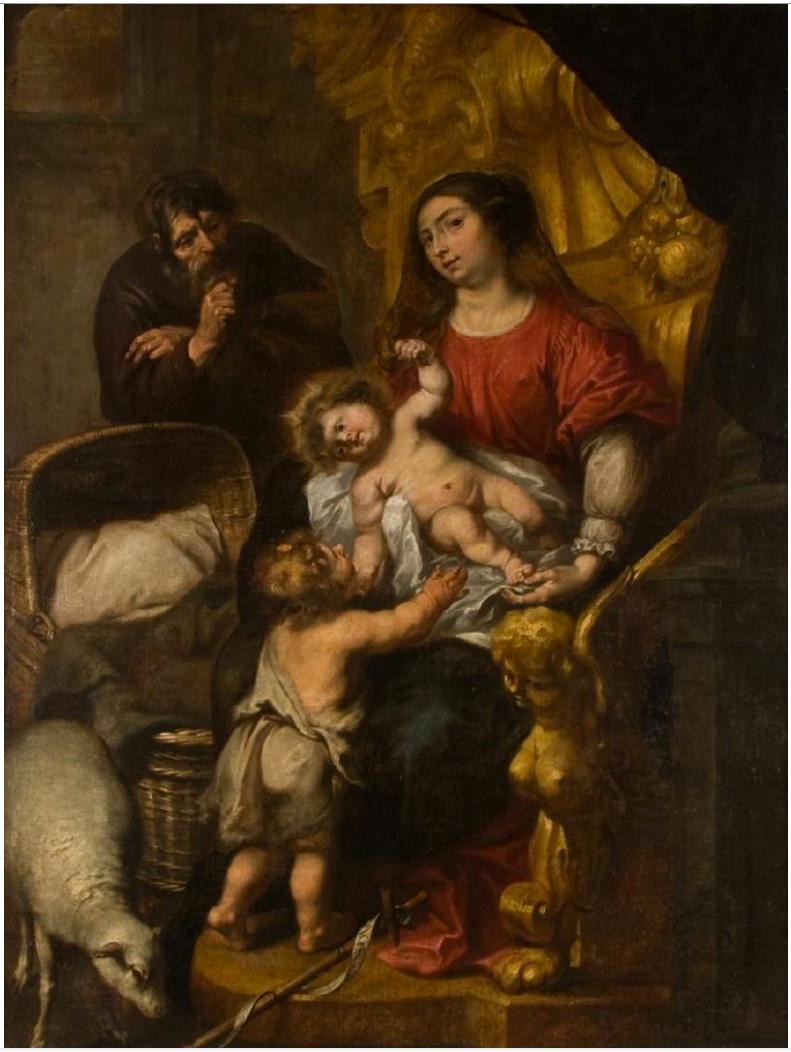
Sagrada Familia, óleo sobre lienzo, 152 x 114 cm, Madrid, Museo Cerralbo.

Godfried Maes (Amberes, 1649 – 1700), fue un pintor barroco flamenco, especializado en pintura devota e historiada y retrato.

## Biografía
Nacido en Amberes, donde fue bautizado el 15 de agosto de 1649, fue discípulo de Peter van Lint. Miembro de la guilda o gremio de San Lucas de su ciudad natal, donde debió de residir toda su vida, tuvo numerosos discípulos, entre los que se recuerda a Gerard Thomas (1680-1720) y a Willem Ignatius Kerricx  (1682-1745), hijo del escultor Willem Kerricx.
La pintura de Godfried Maes, a pesar de cierta tendencia a la ampulosidad en sus composiciones, se caracteriza por la sujeción a los modos clasicistas de la escuela de Amberes representada por Erasmus Quellinus II. Entre sus obras destacan los dibujos para una serie de grabados de Las metamorfosis de Ovidio. En España se le atribuyen una Sagrada Familia, propiedad del Museo Cerralbo, y una Virgen del Rosario conservada en el Museo Nacional de Escultura de Valladolid, antiguamente atribuidas ambas a Pedro de Moya.